# 1974-es labdarúgó-világbajnokság-selejtező (CONMEBOL)
Az 1974-es labdarúgó-világbajnokság selejtezőjének CONMEBOL-zónájában összesen 10 nemzet harcolhatta ki a világbajnoki részvételt. Brazília címvédőként automatikusan kijutott a világbajnokságra, így a fennmaradó 2,5 helyért 9 ország válogatottja versenyzett. A 9 csapatot három 3 tagú csoportra osztották, ahol oda-visszavágós rendszerben, hazai pályán és idegenben egyaránt megmérkőztek egymással. Venezuela még a selejtezősorozat kezdése előtt visszalépett, így a 3. csoportban csak 2 csapat szerepelt. Az 1. és a 2. csoport győztese kijutott az 1974-es világbajnokságra, a 3. csoport győztese pedig interkontinentális pótselejtezőt játszott. 

## Csoportkör

### 1. csoport
| Hely. | Csapat   | M | Gy | D | V | G+ | G– | Gk | P | Továbbjutás                          |     | Uruguay | Kolumbia | Ecuador |
| ----- | -------- | - | -- | - | - | -- | -- | -- | - | ------------------------------------ | --- | ------- | -------- | ------- |
| 1.    | Uruguay  | 4 | 2  | 1 | 1 | 6  | 2  | +4 | 5 | Kijutott az 1974-es világbajnokságra |     | —       | 0–1      | 4–0     |
| 2.    | Kolumbia | 4 | 1  | 3 | 0 | 3  | 2  | +1 | 5 |                                      |     | 0–0     | —        | 1–1     |
| 3.    | Ecuador  | 4 | 0  | 2 | 2 | 3  | 8  | −5 | 2 |                                      | 1–2 | 1–1     | —        |         |

| 1973. június 21. |

| Kolumbia  | 1–1         | Ecuador   |
| --------- | ----------- | --------- |
| Ortiz 44' | Jegyzőkönyv | Muñoz 72' |

| Estadio El Campín, Bogotá Nézőszám: 43 497 Játékvezető: Orozco Guerrero (perui) |

| 1973. június 24. |

| Kolumbia | 0–0         | Uruguay |
| -------- | ----------- | ------- |
|          | Jegyzőkönyv |         |

| Estadio El Campín, Bogotá Nézőszám: 30 000 Játékvezető: Roberto Goicoechea (argentin) |

| 1973. június 28. |

| Ecuador              | 1–1         | Kolumbia  |
| -------------------- | ----------- | --------- |
| Muñoz 29' (11-esből) | Jegyzőkönyv | Ortiz 50' |

| Estadio Modelo, Guayaquil Nézőszám: 46 979 Játékvezető: Luis Pestarino (argentin) |

| 1973. július 1. |

| Ecuador       | 1–2         | Uruguay                |
| ------------- | ----------- | ---------------------- |
| Estupiñán 35' | Jegyzőkönyv | Cubilla 41' Morena 74' |

| Quito Nézőszám: 43 075 Játékvezető: Romualdo Arppi Filho (brazil) |

| 1973. július 5. |

| Uruguay | 0–1         | Kolumbia  |
| ------- | ----------- | --------- |
|         | Jegyzőkönyv | Ortiz 71' |

| Estadio Defensores del Chaco, Asunción Nézőszám: 54 917 Játékvezető: González (chilei) |

| 1973. július 8. |

| Uruguay                             | 4–0         | Ecuador |
| ----------------------------------- | ----------- | ------- |
| Morena 4' 27' Cubilla 30' Milar 62' | Jegyzőkönyv |         |

| Estadio Centenario, Montevideo Nézőszám: 33 033 Játékvezető: José Romei (paraguayi) |

### 2. csoport
| Hely. | Csapat    | M | Gy | D | V | G+ | G– | Gk  | P | Továbbjutás                          |     | Argentína | Paraguay | Bolívia |
| ----- | --------- | - | -- | - | - | -- | -- | --- | - | ------------------------------------ | --- | --------- | -------- | ------- |
| 1.    | Argentína | 4 | 3  | 1 | 0 | 9  | 2  | +7  | 7 | Kijutott az 1974-es világbajnokságra |     | —         | 3–1      | 4–0     |
| 2.    | Paraguay  | 4 | 2  | 1 | 1 | 8  | 5  | +3  | 5 |                                      |     | 1–1       | —        | 4–0     |
| 3.    | Bolívia   | 4 | 0  | 0 | 4 | 1  | 11 | −10 | 0 |                                      | 0–1 | 1–2       | —        |         |

| 1973. szeptember 2. |

| Bolívia     | 1–2         | Paraguay                |
| ----------- | ----------- | ----------------------- |
| Morales 30' | Jegyzőkönyv | Escobar 41' Insfran 74' |

| Estadio Hernando Siles, La Paz Nézőszám: 19 384 Játékvezető: Eduardo Rendon (ecuadori) |

| 1973. szeptember 9. |

| Argentína                      | 4–0         | Bolívia |
| ------------------------------ | ----------- | ------- |
| Brindisi 30' 43' Ayala 66' 75' | Jegyzőkönyv |         |

| Estadio Boca, Buenos Aires Nézőszám: 39 243 Játékvezető: Angel Pazos (uruguayi) |

| 1973. szeptember 16. |

| Paraguay  | 1–1         | Argentína |
| --------- | ----------- | --------- |
| Arrúa 41' | Jegyzőkönyv | Ayala 33' |

| Estadio de Puerto Sajonia, Asunción Nézőszám: 47 116 Játékvezető: Omar Delgado (kolumbiai) |

| 1973. szeptember 23. |

| Bolívia | 0–1         | Argentína   |
| ------- | ----------- | ----------- |
|         | Jegyzőkönyv | Fornari 17' |

| Estadio Hernando Siles, La Paz Nézőszám: 19 266 Játékvezető: Arnaldo Coelho (brazil) |

| 1973. szeptember 30. |

| Paraguay                                     | 4–0         | Bolívia |
| -------------------------------------------- | ----------- | ------- |
| Bareiro 10' Osorio 13' Insfran 18' Arrúa 89' | Jegyzőkönyv |         |

| Estadio de Puerto Sajonia, Asunción Nézőszám: 24 268 Játékvezető: Tejada Burga (perui) |

| 1973. október 7. |

| Argentína                            | 3–1         | Paraguay    |
| ------------------------------------ | ----------- | ----------- |
| Ayala 32' (11-esből) 57' Guerini 89' | Jegyzőkönyv | Escobar 22' |

| Estadio Boca, Buenos Aires Nézőszám: 58 657 Játékvezető: Rafael Hormazábal Díaz (chilei) |

### 3. csoport
| Hely. | Csapat    | M | Gy | D | V | G+ | G– | Gk | P | Továbbjutás            |  | Chile | Peru | Venezuela |
| ----- | --------- | - | -- | - | - | -- | -- | -- | - | ---------------------- |  | ----- | ---- | --------- |
| 1.    | Chile     | 2 | 1  | 0 | 1 | 2  | 2  | 0  | 2 | Pótselejtezőt játszott |  | —     | 2–0  | –         |
| 2.    | Peru      | 2 | 1  | 0 | 1 | 2  | 2  | 0  | 2 | Pótselejtezőt játszott |  | 2–0   | —    | –         |
| 3.    | Venezuela | 0 | 0  | 0 | 0 | 0  | 0  | 0  | 0 | Visszalépett           |  | –     | –    | —         |

| 1973. április 29. |

| Peru          | 2–0         | Chile |
| ------------- | ----------- | ----- |
| Sotil 43' 62' | Jegyzőkönyv |       |

| Estadio Nacional, Lima Nézőszám: 42 947 Játékvezető: Armando Marques (brazil) |

| 1973. május 13. |

| Chile                    | 2–0         | Peru |
| ------------------------ | ----------- | ---- |
| Crisosto 68' Ahumada 71' | Jegyzőkönyv |      |

| Estadio Nacional, Santiago Nézőszám: 69 881 Játékvezető: Ramón Barreto (urugayi) |

Chile és Peru ugyanannyi pontot szerzett és a gólkülönbségük is megegyezett, ezért az a döntés született, hogy a felek pótselejtezőt játszanak semleges pályán és a győztes UEFA–CONMEBOL interkontinentális pótselejtezőt játszott.
| 1973. augusztus 5. |

| Chile                 | 2–1         | Peru         |
| --------------------- | ----------- | ------------ |
| Valdés 45' Farías 58' | Jegyzőkönyv | Bailetti 40' |

| Estadio Centenario, Montevideo Nézőszám: 57 933 Játékvezető: Luis Gregorio da Rosa (urugayi) |

## Interkontinentális pótselejtező
| 1. csapat   | Össz.Tooltip Aggregate score | 2. csapat | 1. mérk. | 2. mérk. |
| ----------- | ---------------------------- | --------- | -------- | -------- |
| Szovjetunió | játék nélkül1                | Chile     | 0–0      | 0–2      |

1 A Szovjetunió nem volt hajlandó pályára lépni a visszavágón és 2–0-ás végeredménnyel Chilének írták jóvá az eredményt.

## Kijutott csapatok
Az alábbi négy csapat jutott ki a CONMEBOL-zónából az 1974-es labdarúgó-világbajnokságra.
| Csapat    | Kijutás                             | Kijutás dátuma     | Korábbi részvételek a világbajnokságon1                           |
| --------- | ----------------------------------- | ------------------ | ----------------------------------------------------------------- |
| Brazília  | Címvédő                             | 1970. június 21.   | 9 (összes) (1930, 1934, 1938, 1950, 1954, 1958, 1962, 1966, 1970) |
| Uruguay   | 1. csoport győztese                 | 1973. július 8.    | 6 (1930, 1950, 1954, 1962, 1966, 1970)                            |
| Argentína | 2. csoport győztese                 | 1973. október 7.   | 5 (1930, 1934, 1958, 1962, 1966)                                  |
| Chile     | UEFA–CONMEBOL pótselejtező győztese | 1973. november 21. | 4 (1930, 1950, 1962, 1966)                                        |

1 Félkövérrel az adott év világbajnokai vannak jelölve. Dőlt betűvel az adott év rendezői kerültek feltüntetésre.